# Raphaël Wicky
Raphaël Wicky (Leuggern, Suiza, 26 de abril de 1977) es un exfutbolista y entrenador suizo. Actualmente está libre.
Su carrera como jugador transcurrió principalmente en la Bundesliga alemana con el Werder Bremen y el Hamburgo, así como una breve etapa en la Segunda División de España con el Atlético de Madrid. Jugó 75 partidos con Suiza entre 1996 y 2008, jugando en dos Eurocopas y la Copa Mundial de la FIFA 2006.
Como técnico, ganó el doblete de la Superliga suiza y la Copa de Suiza con el Basel en 2017, y también pasó dos años en la Major League Soccer con el Chicago Fire. Regresó a Suiza en 2022 con Young Boys y ganó su segundo título de liga en 2023.

## Carrera como jugador
Nacido en Leuggern, en el Cantón de Argovia, Wicky comenzó su carrera en el FC Sion y pasó a representar al Werder Bremen. El 25 de enero de 2001 fichó por el Atlético de Madrid, entonces en Segunda División.
Después de sólo 11 partidos en España, regresó a la Bundesliga el 6 de diciembre de 2001, fichando por el Hamburgo SV hasta final de temporada con opción a prorrogar hasta junio de 2005. Regresó a Sion con un contrato de tres años el 23 de agosto de 2007, después de perder el estatus de primera opción con el Hamburgo bajo la dirección del entrenador Huub Stevens luego de un período de lesión.
Wicky firmó una transferencia gratuita con el Chivas USA de la Major League Soccer con sede en Los Ángeles en febrero de 2008. Hizo su debut como suplente en la apertura de la temporada de Chivas contra FC Dallas el 30 de marzo. Su temporada se vio interrumpida debido a una lesión en el tobillo, haciendo solo cinco apariciones en su primera temporada en la MLS. Se sometió a una cirugía para reparar la lesión en julio de 2008 y fue incluido en la lista de lesionados de final de temporada del equipo el 15 de septiembre.
El 26 de enero de 2009, Chivas USA anunció que había vuelto a firmar a Wicky por un año. Cinco semanas después, el 3 de marzo, anunció su retiro del fútbol profesional, alegando "motivos personales".

## Carrera como entrenador
Al retirarse, Wicky entrenó a los equipos juveniles del FC Thun en 2009 y un año después al Servette.
En 2013, pasó a las categorías inferiores del FC Basel. Se convirtió en entrenador del primer equipo el 21 de abril de 2017, reemplazando a Urs Fischer después de un cambio en la sala de juntas. Días después, el equipo logró un octavo título de liga consecutivo y el 25 de mayo ganó la Copa de Suiza con una victoria por 3-0 sobre el FC Sion en el Stade de Genève. El 26 de julio de 2018, tras haber finalizado subcampeón de liga nacional y haber sido eliminado en la semifinal de copa además de haber comenzado mal la nueva temporada, con eliminación por parte del PAOK en la 2ª eliminatoria de la UEFA Champions League, fue despedido.
El 8 de marzo de 2019, Wicky fue nombrado entrenador de la selección sub-17 de Estados Unidos. El 27 de diciembre de 2019, fue nombrado entrenador del Chicago Fire de la Major League Soccer. Se perdió los playoffs de la MLS Cup por un punto en 2020 y fue despedido el 30 de septiembre de 2021.
El 2 de junio de 2022 se anunció su regreso a la Superliga suiza como nuevo entrenador de Young Boys. El 4 de marzo de 2024, pese a ir líder en la liga local, fue despedido tras quedar eliminado en la Copa de Suiza y en la UEFA Europa League.

## Clubes

### Como jugador
| Club               | País           | Año       |
| ------------------ | -------------- | --------- |
| FC Sion            | Suiza          | 1993-1997 |
| Werder Bremen      | Alemania       | 1997-2000 |
| Atlético de Madrid | España         | 2000-2001 |
| Hamburgo SV        | Alemania       | 2001-2007 |
| FC Sion            | Suiza          | 2007-2008 |
| Chivas USA         | Estados Unidos | 2008-2009 |

### Como entrenador
| Club               | País           | Año       | PJ  | PG  | PE | PP | Efectividad |
| ------------------ | -------------- | --------- | --- | --- | -- | -- | ----------- |
| Basilea (Interino) | Suiza          | 2016-2017 | 7   | 3   | 1  | 3  | 47.62%      |
| Basilea            | Suiza          | 2017-2018 | 51  | 29  | 9  | 13 | 62.74%      |
| Selección Sub-17   | Estados Unidos | 2019      | 17  | 9   | 2  | 6  | 56.86%      |
| Chicago Fire       | Estados Unidos | 2019-2021 | 52  | 12  | 14 | 26 | 32.05%      |
| Young Boys         | Suiza          | 2022-2024 | 88  | 51  | 20 | 17 | 65.53%      |
| Total              | Total          | Total     | 215 | 105 | 46 | 64 | 55.97%      |

## Palmarés

### Como jugador

#### Campeonatos nacionales
| Título             | Club          | País     | Año     |
| ------------------ | ------------- | -------- | ------- |
| Copa de Suiza      | FC Sion       | Suiza    | 1994-95 |
| Copa de Suiza      | FC Sion       | Suiza    | 1995-96 |
| Copa de Suiza      | FC Sion       | Suiza    | 1996-97 |
| Superliga de Suiza | FC Sion       | Suiza    | 1996-97 |
| Copa de Alemania   | Werder Bremen | Alemania | 1998-99 |

#### Campeonatos internacionales
| Título                    | Club          | País     | Año  |
| ------------------------- | ------------- | -------- | ---- |
| Copa Intertoto de la UEFA | Werder Bremen | Alemania | 1998 |
| Copa Intertoto de la UEFA | Hamburgo SV   | Alemania | 2005 |

### Como entrenador

#### Campeonatos nacionales
| Título             | Club       | País  | Año     |
| ------------------ | ---------- | ----- | ------- |
| Superliga de Suiza | Young Boys | Suiza | 2022-23 |